# Кампо ди Рома (Кјети)
Кампо ди Рома (итал. Campo di Roma) је насеље у Италији у округу Кјети, региону Абруцо.
Према процени из 2011. у насељу је живело 41 становника. Насеље се налази на надморској висини од 91 м.